# Megan Coleman
Megan Coleman (Hillcrest (África do Sul)) é uma modelo Sul-africana eleita Miss África do Sul 2006, representando seu país nos concursos Miss Universo 2007, no México, e Miss Mundo 2007, na China. No entanto não se classificou em nenhuma das duas disputas. Ela é bacharel em Ciências Sociais, especialista em Mídia, Communicações & Marketing.